# مقرب دو
مقرب دو، روستایی در دهستان رحمت‌آباد بخش رحمت‌آباد شهرستان زرقان در استان فارس ایران است.

## جمعیت
بر پایه سرشماری عمومی نفوس و مسکن در سال ۱۳۹۵، جمعیت این روستا برابر با ۱۴۱ نفر (۴۰ خانوار) بوده است.